# 缘毛鸟足兰
缘毛鸟足兰（学名：Satyrium ciliatum），为兰科鸟足兰属下的一个植物种。